# Flaggdagar i USA

USA:s flagga, "Stjärnbaneret"

I USA regleras flaggdagar genom "The Federal Flag Code".
| USA:s flaggdagar            | USA:s flaggdagar                        | USA:s flaggdagar      | USA:s flaggdagar                           |
| --------------------------- | --------------------------------------- | --------------------- | ------------------------------------------ |
| Dag                         | Tillfälle                               | Engelskt namn         | Anmärkning                                 |
| 1 januari                   | nyårsdagen                              | New Year's Day        |                                            |
| 20 januari                  | dag för installation av USA:s president | Inauguration Day      | vart fjärde år                             |
| 12 februari                 | Abraham Lincolns födelsedag             | Lincoln's Birthday    |                                            |
| tredje måndagen i februari  | Washingtons födelsedag                  | Washington's Birthday |                                            |
| rörlig söndag               | Påskdagen                               | Easter Sunday         |                                            |
| andra söndagen i maj        | Mors dag                                | Mother's Day          |                                            |
| tredje lördagen i maj       | försvarsmaktens dag                     | Armed Forces Day      |                                            |
| sista måndagen i maj        | nationell minnesdag                     | Memorial Day          | flaggning på halv stång till kl 12.00.     |
| 14 juni                     | USA:s flaggas dag                       | Flag Day              |                                            |
| 4 juli                      | Självständighetsdagen                   | Independence Day      |                                            |
| första måndagen i september | arbetarnas dag                          | Labor Day             |                                            |
| 17 september                | konstitutionens dag                     | Constitution Day      |                                            |
| andra måndagen i oktober    | Columbus dag                            | Columbus Day          | Columbus nådde Amerika den 12 oktober 1492 |
| 27 oktober                  | flottans dag                            | Navy Day              |                                            |
| 11 november                 | krigsveteranernas dag                   | Veterans Day          |                                            |
| fjärde torsdagen i november | Tacksägelsedagen                        | Thanksgiving Day      |                                            |
| 25 december                 | Juldagen                                | Christmas Day         |                                            |

Allmän flaggning skall också ske efter beslut av presidenten, på delstats födelsedag (datum för inträde i unionen) samt på delstats helgdagar.
Flaggan skall alltid vara hissad på eller i anslutning till den administrativa huvudbyggnaden för en offentlig institution. Den skall på valdag exponeras i vallokal eller vara hissad i anslutning till denna. Flaggan skall också exponeras i skola eller vara hissad i anslutning till skolbyggnad på skoldagar.